# Alfons och soldatpappan
Alfons och soldatpappan är en barnbok skriven av Gunilla Bergström och utgiven i april 2006. Den ingår i serien av böcker som handlar om Alfons Åberg, och är utgiven av Rabén & Sjögren Bokförlag.

## Handling
I den här boken är Alfons sex år. Han har en ny kompis, Hamdi och tillsammans leker de ofta krigslekar. Hamdis pappa har varit med i kriget, ett riktigt krig. Alfons och Hamdi vill gärna höra berättelser om kriget, men den här soldaten vill inte så gärna berätta ...

### Fotnoter
1. ↑  ”Alfons och soldatpappan”. Worldcat. 25 februari 2006. https://www.worldcat.org/title/alfons-och-soldatpappan/oclc/185149704&referer=brief_results. Läst 16 januari 2015.